# Arepa

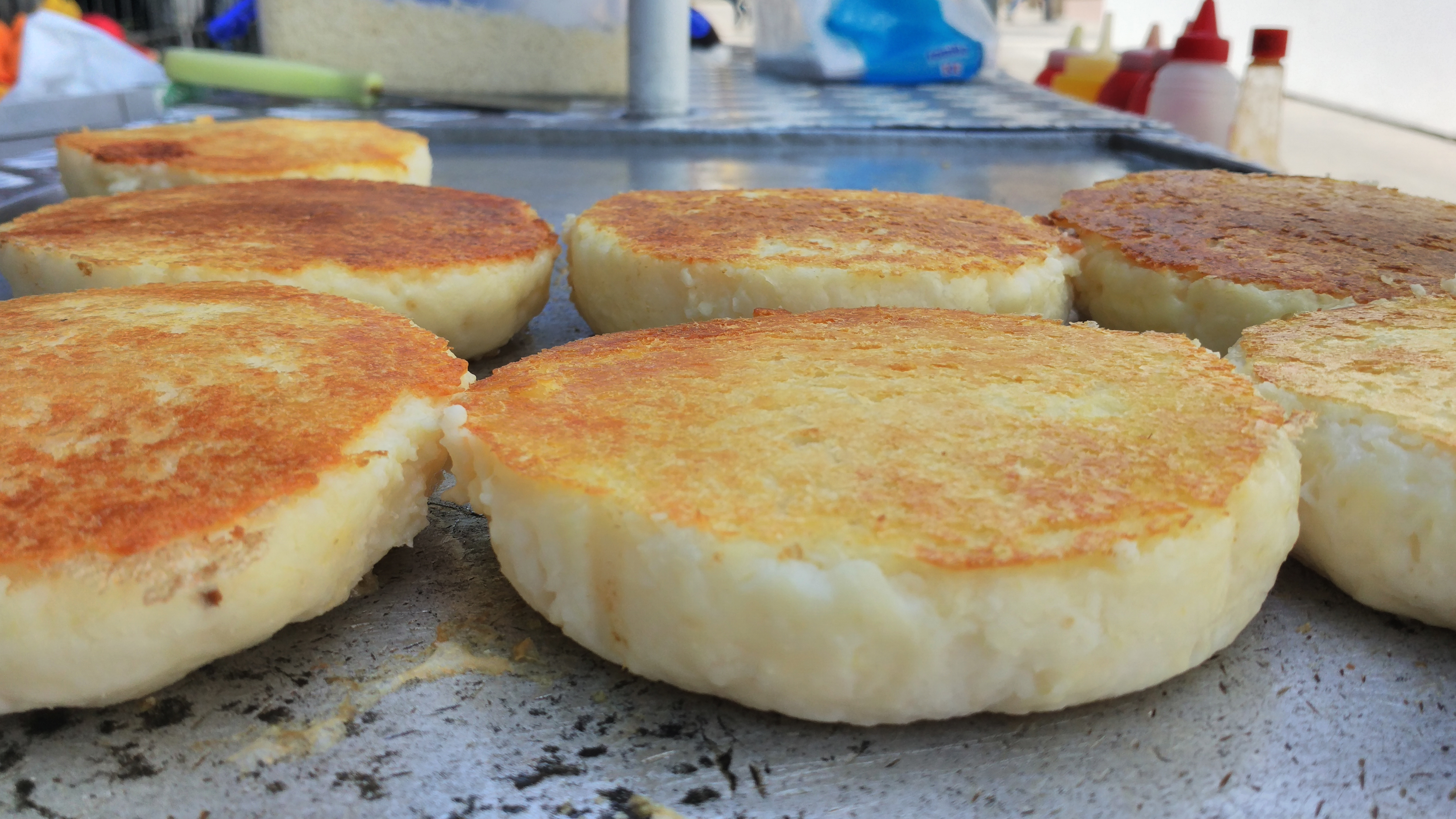
Arepas

Arepas sind runde Maisfladen, die in vielen Ländern Südamerikas traditionell zu fast allen Mahlzeiten gegessen werden.

## Zubereitung
Arepas werden aus geschältem Mais hergestellt. Die Maiskörner werden hierfür zunächst eingeweicht, auf spezielle Art aufgekocht (siehe Nixtamalisation) und gemahlen, bevor sie zu einem Teig geformt und auf einem Gitter gebacken werden. Um die Zubereitungszeit zu reduzieren, werden heutzutage jedoch vermehrt speziell zu diesem Zweck industriell hergestellte vorgekochte Maismehle verwendet, die durch Zugabe von Wasser und etwas Salz direkt zu einer Masse geformt werden können. 

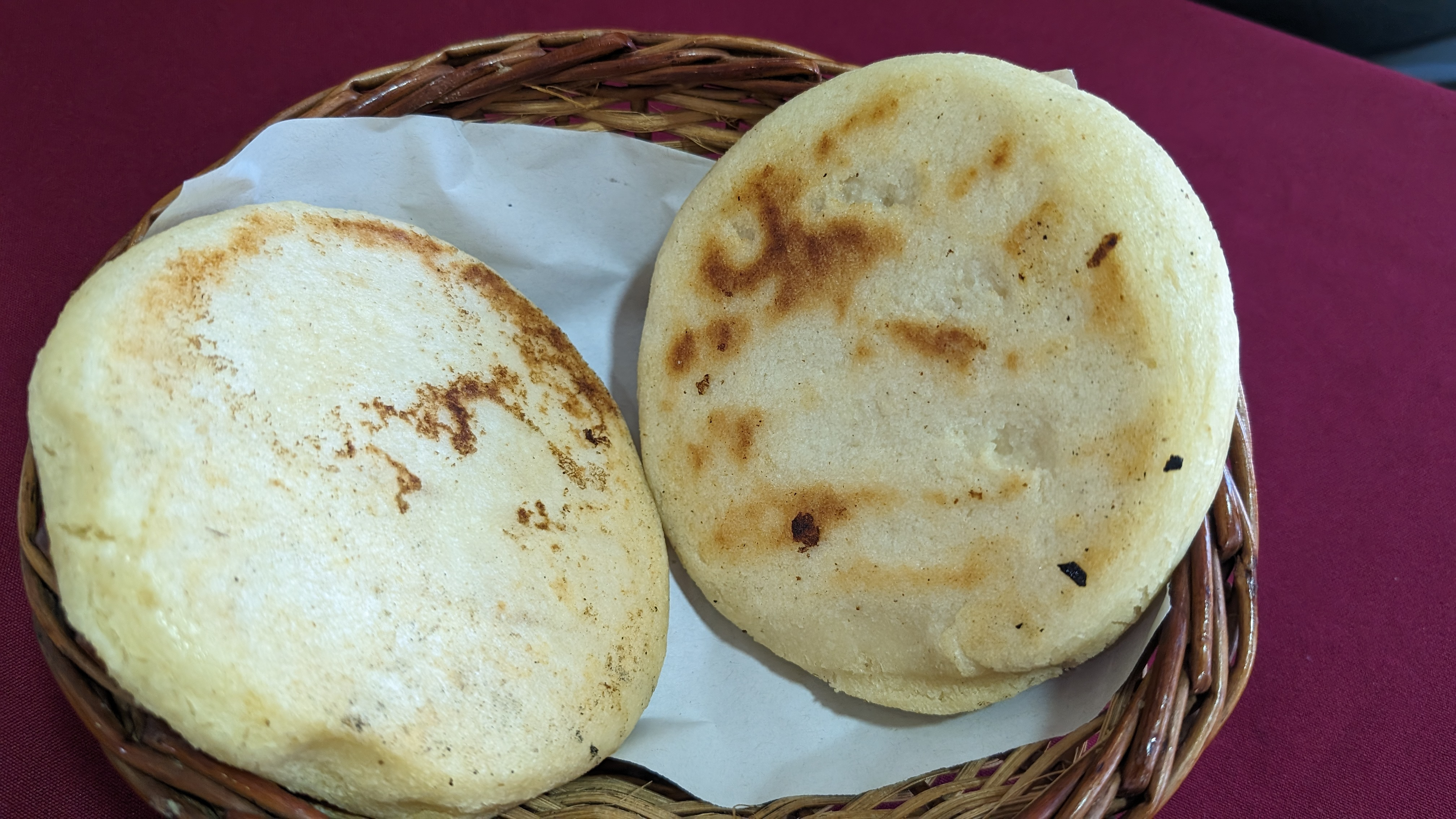
Venezolanische Arepas

Für die Herstellung der Arepas bzw. für die Zubereitung der oftmals verwendeten vorgekochten Maismehle wird überwiegend weißer Mais verwendet, da dieser aufgrund fehlender Carotine geschmacksneutraler ist. Der Teig wird geknetet, zu Kugeln geformt und danach zu einem handflächengroßen Fladen zusammengedrückt. Im Anschluss werden die Fladen auf einer heißen Ofenplatte beidseitig angebacken und oft zusätzlich im Ofen nachgebacken oder in Öl frittiert. Arepas werden frisch zubereitet und warm serviert.

## Varianten
Es gibt unterschiedliche Arepaformen. Beispielsweise werden in den Anden eher große und schmale Arepas gebacken, während an der Küste dicke und kleine frittiert werden. In den Anden werden außerdem vor allem Arepas aus Weizenmehl hergestellt. Manche Restaurants und Fastfood-Lokale bieten auch Arepitas, kleine Arepas, als Beilage zu den verschiedenen Speisen an. Die Arepas werden aufgeschnitten und mit verschiedenen Speisen gefüllt: gewürzte Fleischfüllungen (carne mechada), Fisch, Käse, Schinken und Gemüse oder Avocados. 
An der karibischen Küste Kolumbiens werden auch Arepas mit Ei als Füllung (Arepa'e Huevo) zubereitet. Arepas werden oft zu Hause zum Frühstück gegessen. In Areperas oder Areperías, den auf Arepas spezialisierten Schnellimbiss-Restaurants, werden normalerweise alle Varianten mit den verschiedensten Füllungen angeboten.
In Ecuador werden als Arepas kleine süße Fladen aus Maismehl und Kürbis bezeichnet, die in Achira-Blättern eingewickelt werden. Dies ist eine Spezialität aus Patate in Tungurahua.